# Julia Budka
Julia Budka (* 22. März 1977 in Wien) ist eine österreichische Ägyptologin. Sie ist Professorin für Ägyptische Archäologie und Kunstgeschichte an der Universität München.

## Leben
Budka studierte Ägyptologie und Klassische Archäologie an der Universität Wien und wurde dort 2007 im Fach Ägyptologie mit einer von Manfred Bietak und Helmut Satzinger betreuten Dissertation über die Grabanlagen von Asasif promoviert. Von 2004 bis 2011 war sie wissenschaftliche Mitarbeiterin an der Humboldt-Universität zu Berlin, mit zeitweiser Beurlaubung für eine Mitarbeit im Deutschen Archäologischen Institut in Kairo, anschließend von März 2011 bis Juli 2012 Postdoc-Universitätsassistentin am Institut für Ägyptologie an der Universität Wien. Mit ihrem START- und ERC Preis 2012 wechselte sie im Oktober 2012 an die Österreichische Akademie der Wissenschaften.
2015 wurde sie Professorin für Ägyptische Archäologie und Kunstgeschichte an der Universität München.

## Forschung
Budkas Forschungsschwerpunkte liegen in der archäologischen Untersuchung von Siedlungsstrukturen, Nekropolen, Felsbildern und Keramiken in Ägypten und Obernubien. Bei Ausgrabungen wies sie sowohl in Ägypten, als auch in Nubien, Spuren des Nehi nach. Seither studiert sie insbesondere das Aufeinandertreffen dieser beiden Kulturen. Als interdisziplinäre Forschungsarbeit, die die Rezeption der ägyptischen Hieroglyphen in der Spätantike und Frühen Neuzeit einbezieht, legte sie 2005 die erste umfassende wissenschaftliche Untersuchung des 1777 errichteten Wiener Obelisken im Schlosspark von Schönbrunn vor. Neben ihren fachwissenschaftlichen Publikationen veröffentlichte sie Beiträge zur Geschichte und Kultur Ägyptens in der populärwissenschaftlichen Berliner Zeitschrift Kemet, darunter eine eigenständige Bearbeitung zur Geschichte der Domestikation des einhöckrigen Dromedars.
Bedeutend sind unter anderem ihre Leistungen im Bereich der Erforschung der interkulturellen Entwicklung ägyptischer und nubischer Keramiken während der Zeit des Neuen Reiches (ca. 1539 – 1077 v. Chr.). Ihre Untersuchung zeitgleicher Siedlungen im ägyptischen Elephantine und auf der nubischen Insel Sai ergab im Vergleich, dass aus der Stadt Sai ein nubischer Keramiktyp nach Ägypten eingeführt und dort als Innovation zunächst übernommen und dann auf der Töpferscheibe modifiziert wurde. Ihre in den Jahren 2012 bis 2018 durchgeführte Keramikanalyse ergab zudem, dass diese in Ägypten seither auf der Töpferscheibe hergestellte Neuform des ursprünglich nubischen Kochtopfes dann quasi als Re-Import auch in Sai auftrat und dort fortan über mehrere Jahrhunderte hinweg neben dem älteren, ohne Scheibe gefertigten Keramiktyp gleicher Bauart in Benutzung kam.
2021 und 2022 leitete Budka Ausgrabungen im Sudan und Ägypten, das Munich University Attab to Ferka Survey Project (MUAFS), das ERC DiverseNile Projekt und das Anch-Hor Projekt.

## Auszeichnungen
Sie erhielt neben anderen Stipendien 2003 ein DOC-Stipendium der Österreichischen Akademie der Wissenschaften, im Juni 2012 einen START-Preis des FWF und im Juli 2012 einen ERC Starting Grant des Europäischen Forschungsrats.
2014 wurde sie in die Junge Kurie der Österreichischen Akademie der Wissenschaften aufgenommen, 2019 als korrespondierendes Mitglied.
2019 erhielt sie den ERC Consolidator Grant.

## Publikationen (Auswahl)
- Der König an der Haustür. Die Rolle des ägyptischen Herrschers an dekorierten Türgewänden von Beamten im Neuen Reich (= Veröffentlichungen der Institute für Afrikanistik und Ägyptologie der Universität Wien, Beiträge zur Ägyptologie. Bd. 19). Afro Pub, Wien 2001, ISBN 3-85043-094-4.
- Der Schönbrunner Obelisk. Symbolik und inhaltliches Programm des Hieroglyphendekors (= Veröffentlichungen der Institute für Afrikanistik und Ägyptologie der Universität Wien. Bd. 103; Beiträge zur Ägyptologie. Bd. 21). Afro-Pub, Wien 2005, ISBN 3-85043-103-7.
- mit Petra Andrássy und Frank Kammerzell (Hrsg.): Non-textual marking systems, writing and pseudo script from prehistory to present times (= Lingua aegyptia, Studia monographica. Bd. 8). Seminar für Ägyptologie und Koptologie, Göttingen 2009.[16]
- Bestattungsbrauchtum und Friedhofsstruktur im Asasif: eine Untersuchung der spätzeitlichen Befunde anhand der Ergebnisse der österreichischen Ausgrabungen 1969–1977 (= Untersuchungen der Zweigstelle Kairo des Österreichischen Archäologischen Institutes. Bd. 34; Denkschriften der Gesamtakademie / Österreichische Akademie der Wissenschaften. Bd. 59). Verlag der Österreichischen Akademie der Wissenschaften, Wien 2010, ISBN 978-3-7001-6678-8.
- AcrossBorders I: The New Kingdom Town of Sai Island, Sector SAV1 North. Contributions to the Archaeology of Egypt, Nubia and the Levant 4, Austrian Academy of Sciences Press, Vienna 2017, ISBN 978-3-7001-8071-5. (Digitalisat).
- AcrossBorders 2: Living in New Kingdom Sai (with contributions by Johannes Auenmüller, Annette M. Hansen, Frits  B.J. Heinrich, Veronica  Hinterhuber, Ptolemaios Paxinos, Nadja Pöllath, Helmut Sattmann, Sara Schnedl and Martina Ullmann). Archaeology of Egypt, Sudan and the Levant 1, Austrian Academy of Sciences Press, Vienna 2020, ISBN 978-3-7001-8402-7. (Digitalisat).